# San Cayetano (título cardenalicio)
San Cayetano es un título cardenalicio de la Iglesia Católica. Fue instituido por Francisco en 2023. Su primer titular es el cardenal Diego Padrón Sánchez, creado en el consistorio celebrado el 30 de septiembre de 2023.

## Titulares
- Diego Padrón Sánchez (30 de septiembre de 2023)